# うみねこのなく頃に episode1 - Legend of the golden witch
『うみねこのなく頃に episode1 - Legend of the golden witch』（黄金の魔女の伝説）は、同人サークルである07th Expansionが製作している同人ゲーム『うみねこのなく頃に』の、シリーズ第一作である。
2007年8月17日のコミックマーケット72において発表され、販売開始された。タイトルは『うみねこのなく頃に』と、「な」を赤文字で表記する。

## 概要
本作の主人公である右代宮戦人を中心としたストーリー（魔女VS戦人）だが、時折視点が変わり、親や他のキャラクターの場面も出てくる。
前半は、親族が集まり会合するだけだったのが、魔女からの手紙や碑文通り行われる殺人事件によって、後半は18人しかいないはずのこの島に、19人目が存在するのかというのが、大きなテーマとなっている。

## ストーリー
大富豪の右代宮一族の年に一度の親族会議の日。当主の館がある孤島「六軒島」に集まった一族郎党18人は、右代宮家に伝わる伝説の魔女「ベアトリーチェ」を名乗る人物からの手紙が届けられたことを切っ掛けに、凄惨な連続殺人に巻き込まれる。折からの台風により、島は行き来のできないクローズド・サークルと化している。犯人は一族郎党18人の中にいるのか、未知の「19人目」が隠れているのか。疑心暗鬼の渦巻く中、殺人事件は加速していく。

## 殺人事件
本作の殺人事件は人間には到底行えない殺人が多々ある。それを魔女の仕業なのか人間の仕業なのかを見極めるのが、本作の大きな分岐点となる。
また、死体の多くは碑文に見立てられて殺されており、殺人が行われた場所には魔法陣や魔女からの手紙が残されている。これらの小道具の存在が「魔女ベアトリーチェが魔法によって殺人を犯した」という印象を登場人物たちに与えている。
（被害者の欄の横に書かれたカッコ内は見立ての内容を示す）
第1の事件 「薔薇庭園の倉庫」
被害者 … 蔵臼・留弗夫・霧江・楼座・紗音・郷田（第一の晩・六人の生贄）
薔薇庭園の倉庫の中で顔面の損壊した6人の死体が発見される。顔面全てが損壊した死体と側面のみ損壊した死体があった。現場の鍵は使用人室にあったため、使用人の目を盗んでこっそりと持ち出すことが不可能だった。倉庫のシャッターには魔法陣が描かれていた。
第2の事件 「書斎」
被害者 … 金蔵
夏妃と絵羽が、事件の事を知らせに行った際に、それまで書斎に籠りっ放しだった金蔵が消えていた。その日の朝に、夏妃が金蔵に会った後、絵羽がドアにレシートを挟んでいて、そのレシートの位置が変わっていなかったことから、金蔵は部屋をドアから出なかった、と絵羽が推理する。そのことから、夏妃が朝に窓から突き落したと絵羽は推理するが、戦人はいなくなっていた時に部屋のどこかに隠れていた可能性を指摘し、第1の事件で絵羽のアリバイがないことなどで、その場は保留となる。
第3の事件 「本館の絵羽・秀吉の部屋」
被害者 … 絵羽・秀吉（第二の晩・寄り添う二人）
ドアチェーンのかかった部屋の、ドアの隙間からは見えない位置で絵羽と秀吉の死体が見つかった。ドアチェーンの隙間から凶器を投げた、と戦人は推理したが両者ともドアの外からは姿が確認できず、その方法は不可能だった（お茶会にて、二本の杭を自由に操って殺すという方法をベアトリーチェは戦人に見せた）。ドアの隙間には、第三の晩の内容と一致する手紙が置かれていた。
第4の事件 「ボイラー室」
被害者 … 金蔵（第四の晩・頭）・嘉音（第五の晩・胸）
どこからともなく悪臭がするので、嘉音と熊沢が調べに行った際に、二人は地下（ボイラー室）に誰かが行くのを見た。そこで嘉音は熊沢を置いて一人で犯人を追い、犯人と対峙する。嘉音は鉈で犯人の制圧を試みるも、返り討ちに遭い胸に深々と凶器を刺される。戦人たちがやってきた時には、ボイラー室には犯人の姿はなく、開け放されたドアと事切れた嘉音が残されていた。ボイラー室の悪臭の原因は焼却炉で焼かれていた金蔵の遺体であり、死後数時間が経過していた（長い時間を経て、上に臭いが至った）。
第5の事件 「書斎」
残った者たちが、犯人の手から逃れるべく館内で一番安全だと思われる書斎で籠城をしている間に、突如机の上にベアトリーチェからの手紙が出現し、誰がこの手紙を置いたのかで論争となり集団内に不和が生まれる。それを根拠に夏妃は物理的距離から手紙を置くことが可能な位置にいた真里亞・源次・南條・熊沢を犯人の一味だと断定し、書斎から追い出す。
第6の事件 「客間」
被害者 … 源次（第六の晩・腹）・南條（第七の晩・膝）・熊沢（第八の晩・足）
何らかの理由で使用不能だった電話が鳴り、その受話器から聞こえてきた謎の歌が真里亞の声だと分かった四人は急いで客室に向かったが、そこは一面血の海と化しており、源次・南條・熊沢の三人は第一の事件の犠牲者同様顔を耕された死体になっていた。真里亞はベアトリーチェに「壁に向かって歌っていれば何が起きても聞こえない」と言われたから歌っていると言う。客間には鍵が掛けられており、密室状態だった。
第7の事件 「玄関ホール」
被害者 … 夏妃（第九の晩・魔女復活）
客間でベアトリーチェからの手紙を拾っていた夏妃が玄関ホールに出向き、そこでベアトリーチェと決闘するも、敗北。眉間に銃弾を撃ち込まれた形で死ぬ。
第8の事件 「後日談」
被害者 … 戦人・朱志香・譲治・真里亞（第十の晩・黄金郷）
後日、やってきた警察により、現場検証が行われ、人間の身体の一部分がいくつか発見される。真里亞に関しては顎の一部分が発見され、歯科治療の記録から本人のものと断定されたが、戦人・朱志香・譲治の3人については死体すら見つからず行方不明である。このような凄惨な現場状況から、最後まで生き残っていた子供たちも含めて18人全員の生存は絶望的だと見られている。

## TIPS
“チェス盤をひっくり返す”
戦人や霧江がよく使う理論。相手の立場になって考える、という意味。
だが、ルールや目的（チェスで言えば、相手と自分のルールが違う、相手は勝つことが目的ではない）が違えば、あまり役に立たない脆弱なものである。

## 漫画
スクウェア・エニックス刊『ガンガンパワード』2008年2月号より連載開始後、同誌の休刊に伴い2009年に創刊した『月刊ガンガンJOKER』に移籍して2009年9月号まで連載。「episode1」の連載終了後は、同じ掲載誌の10月号より「episode3」に連載が移行している。
作画：夏海ケイ
1. ISBN 978-4-7575-2309-8 2008年6月21日 初版発行
2. ISBN 978-4-7575-2445-3 2008年12月22日 初版発行
3. ISBN 978-4-7575-2589-4 2009年6月22日 初版発行
4. ISBN 978-4-7575-2752-2 2009年12月22日 初版発行

## アニメ
第1話から第5話までの全5話で描かれている。
| Ⅰ | opening      | 川瀬敏文 | 藤原良二 | 土屋浩幸 | 中島美子 清水勝祐 | 番由紀子 菊地洋子 | 2009年 7月1日 |
| 1986年10月4日。年に一度行われる親族会議のため、大富豪・右代宮一族は、本家が領有する六軒島に訪れていた。親族会議の議題は、当主・右代宮金蔵の遺産相続問題。金策に困っていた金蔵の息子・娘達は、一刻も早く大金を手に入れるために論争を繰り広げる。6年ぶりに六軒島を訪れた右代宮戦人は、本館の玄関ホールにて、見覚えのない肖像画と碑文があることに気付く。それは、当主・右代宮金蔵が画家に描かせた、魔女・ベアトリーチェの肖像画だった。その肖像画と共に設置されている碑文は、隠された10tの黄金のありかを示すものだと噂されている。それを聞いた戦人は非現実的だと一蹴し、その場を後にする。午後6時。台風が島を覆った頃、バラ庭園に放置された右代宮真里亞へ、何者かによって一通の手紙が渡される。その手紙の差出人は、肖像画の魔女・ベアトリーチェによるものだと真里亞は語る。                                                                          |              |          |          |          |                   |                   |               |
| Ⅱ | first move   | 川瀬敏文 | 名村英敏 | 平田豊   | 浅井昭人          | 番由紀子 菊地洋子 | 7月8日        |
| 真里亞は魔女からの手紙を晩餐の席上で読み上げる。その手紙には当主の指輪による封蝋がなされており、「金蔵との契約で右代宮家に黄金を貸与していた」「契約終了により利子の回収を始める」「誰か一人でも碑文の謎を解けば、利子の回収はやめる」といった旨の内容が記されていた。魔女からの一通の手紙によって、親族達は大混乱に陥る。差出人と接触している真里亞は、親族達からの質問攻めに遭ってしまう。翌日の朝、使用人たちはいくつかの異変に気付く。調理担当の郷田と、使用人の紗音、そして深夜まで親族会議を続けていたメンバーの姿が見えない。更に、電話は故障し、外部と連絡を取ることも不可能となっている。行方不明者を捜索していると、バラ庭園倉庫のシャッターに魔法陣が描かれていることに気付く。中を確認すると、そこには、顔面を破壊された6人の遺体が横たわっていた。                                                                                   |              |          |          |          |                   |                   |               |
| Ⅲ | dubious move | 志茂文彦 | 小林浩輔 | 小林浩輔 | 前沢弘美          | 番由紀子 菊地洋子 | 7月15日       |
| 無惨に変わり果てた6人の遺体を見て、戦人たちは言葉を失う。台風で島から出ることができないのならば、犯人はまだ島内に潜んでいるはず。互いの身の安全を保障するために、互いが互いを監視し合うために、疑心暗鬼に駆られながら一同は行動を共にする。そんな中、当主・右代宮金蔵が行方不明になり、絵羽によって金蔵殺害の疑惑の視線が夏妃に向けられる。戦人は夏妃が潔白である可能性を示し、完全な証拠がなければ犯人だと断定することはできないと絵羽に反論する。決まりが悪くなった絵羽とその夫・秀吉は、一足早く客室へ戻ることに。夕食の時間となり、二人を呼びに向かった嘉音は、部屋の前で魔女からの手紙と、扉に描かれた魔法陣を発見。絵羽と秀吉の身に危険が迫っていることを察し、チェーンを切って入室する。すると、そこには不気味な杭が頭に突き刺さった絵羽と秀吉の遺体があった。                                                                             |              |          |          |          |                   |                   |               |
| Ⅳ | blunder      | 志茂文彦 | 寺東克己 | 江島泰男 | 高橋敦子 金順淵   | 番由紀子 菊地洋子 | 7月22日       |
| 源次からの知らせにより、戦人たちは絵羽と秀吉の客室に集合する。一同は手紙を拾い、扉を施錠して部屋を後にした。直後、一同は廊下で異臭を感じたため、嘉音と熊沢の2人で原因を確かめることに。しばらくした後、熊沢の悲鳴によって、一同はボイラー室へと駆け付ける。するとそこには、血の付いた杭と共に、胸を押さえながら横たわる嘉音の姿が。そして同時に、異臭の原因である焼死体も発見する。焼死体の足の指が6本あることから、多指症である金蔵の遺体であると推定。一同は身を守る為に、屋敷内で最も安全な場所である金蔵の部屋に籠城する。籠城後、突然手紙が出現するという怪事件が起きる。夏妃は源次・熊沢・南條・真里亞の4人のうちの誰かが犯人であると断定し、その四人を書斎から追放する。数時間後、書斎の内線電話のベルが鳴り、真里亞の歌声が聞こえる。意を決して客間へと向かった戦人たちは、それぞれ腹と膝と足を抉られた熊沢・源次・南條の遺体を発見する。 |              |          |          |          |                   |                   |               |
| Ⅴ | fool's mate  | 川瀬敏文 | 高村雄太 | 久保太郎 | 菊地洋子          | -                 | 7月29日       |
| 客間にて源次・南條・熊沢の遺体を発見した戦人たちは、現場にいた真里亞に真相を問い詰める。しかし、真里亞の返答は「ベアトリーチェがやった。何が起こったかは知らない」の一点張りで、問答は平行線をたどる。精神的に限界を迎えつつある状況の中、戦人たちは一緒に居た夏妃の姿が見えないことに気付き、慌てて玄関ホールへと向かう。その時、一発の銃声が響き渡り、駆け付けた戦人たちは銃を手に持ったまま撃ち抜かれた夏妃の遺体を発見する。碑文の謎も解けず、真相も暴けぬまま、彼らはとうとう10月5日を終えてしまう。24時を告げる時計の音と共に、黄金の蝶が戦人たちを取り囲み、そのまま一同は命を落とす。数年後、近隣の島でワインボトルが引き上げられる。中にあったノート片によって、人々は凄惨な事件の正体を知り、様々な解釈が広められていく。右代宮真里亞と自著されたそのノート片は、人々に事件の解決を求める文章で結ばれていた。                           |              |          |          |          |                   |                   |               |

## 小説
著：竜騎士07 イラスト：ともひ 講談社BOX
- うみねこのなく頃に Episode1 上 ISBN 978-4-06-283719-4 2009年7月1日 初版発行
- うみねこのなく頃に Episode1 下 ISBN 978-4-06-283721-7 2009年8月4日 初版発行